# Maja Lisa Engelhardt
Maja Lisa Engelhardt (født 2. maj 1956 på Frederiksberg) er en dansk maler.
Maja Lisa Engelhardt har siden 1981 boet i Asger Jorns hus i Colombes uden for Paris, hvor hun også har sit atelier, men hendes billeder næres fortsat først og fremmest af stærke naturoplevelser, hun modtog under sin opvækst ved Sejerøbugten. Engelhardts udtryksform er hovedsagelig abstrakt.
Hun har udsmykket adskillige kirker. Tit er det centrale en pastos skikkelse; måske af den opstandne Kristus, vi oplever. Noli me tangere – ”rør mig ikke”, hedder hendes altertavle i Skelund Kirke. Det var Jesus' ord til Maria Magdalene efter opstandelsen. Til Sankt Mariæ Kirke på Frederiksberg skabte hun Englevingen og Skabelsen.
Mange af Engelhardt alterbilleder findes i middelalderkirker. De er er malet med lette akrylfarver og indrammet i den oprindelige altertavles ramme.
Engelhardt har sammen med Dronning Margrethe lavet illustrationer til Prinsgemalens digtsamling Roue libre / Frihjul, der udkom i 2010.
Maja Lisa Engelhardt var gift med maleren Peter Brandes indtil hans død i 2025.